# MAS-36
MAS-36 är ett franskt repetergevär i kalibern 7,5 × 54 mm som formellt antogs av Frankrikes armé 1936. Från början var det tänkt som ett gevär för reservtrupper, första linjen skulle bli utrustade med automatgeväret MAS-40. Dessa planer bringades i oordning vid andra världskrigets utbrott 1939 och MAS-36 blev istället huvudvapen för fronttrupperna medan reserverna och hjälptrupperna förlitade sig på de ålderstigna Lebel 1886- och Berthier-gevären. Efter nederlaget i slaget om Frankrike 1940 och den tyska ockupationen avbröts tillverkningen av MAS-36, men den återupptogs genast 1944 efter Frankrikes befrielse. Under efterkrigstiden användes MAS-36 i Frankrikes kolonialkrig i Indokina och Algeriet. 
Efter första världskriget innehade Frankrike handeldvapnen som antingen var föråldrade som geväret Lebel 1886 eller så hastigt utvecklade under kriget att de led av pålitlighetsproblem som kulsprutegeväret Chauchat. Standardpatronen 8 mm Lebel, med sin stora fläns, var dessutom illa lämpad för användning i automatvapen. Under 1920-talet igångsatte Frankrike därför ett program för att ta fram en modern patron med rilla, följt av nya vapen för samma ammunition. Eftersom Frankrike hade kvar 2,4 miljoner gevär och 600.000 karbiner från första världskriget beslutade man att konvertera de gamla vapnen till den nya patronen (som blev 7,5 × 54 mm) och utveckla ett automatgevär för stridstrupperna. När utvecklingen av det nya automatgeväret drog ut på tiden beslöt man att utveckla ett nytt repetergevär som var enklare och snabbare att tillverka, MAS-36. Den stora depressionen under 1930-talet och politisk oro i Frankrike gjorde att vapenprogrammet gick trögt.